# Ricardo Rio
Ricardo Rio (ur. w listopadzie 1972 w Bradze) – portugalski polityk i samorządowiec, ekonomista. Od 2013 roku jest burmistrzem Bragi.
W latach 2001–2005 był radnym gminy Braga, a od 2005 do 2013 roku radnym rady miejskiej w Bradze.

## Biografia
Uczył się w Escola Básica André Soares oraz w Agrupamento de Escolas Alberto Sampaio w Bradze. Uzyskał stopień magistra w dziedzinie ekonomii na wydziale ekonomii uniwersytetu w Porto, ukończył również studia podyplomowe z zakresu politologii na Universidade Católica de Lisboa.
Był sekretarzem generalnym Portugalskiego Stowarzyszenia Analityków Finansowych (port. Associação Portuguesa de Analistas Financeiros) oraz dyrektorem Lizbońskiego Instytutu Rynków Kapitałowych Euronext (port. Instituto Mercado de Capitais da Euronext Lisbon). Doradzał również radzie dyrektorów Casa da Música i Fundação Cidade de Guimarães.
Wykładał na Universidade Fernando Pessoa, na Universidade Lusíada oraz w IESF – Instituto Superior de Estudos Financeiros e Fiscais.

## Kariera polityczna
Od 2001 do 2005 roku zasiadał w radzie gminy Braga. W 2002 roku został przewodniczącym oddziału PSD w Bradze. W wyborach samorządowych w 2005 roku, kandydując do rady miejskiej Bragi, stanął na czele koalicji Juntos por Braga – zrzeszającej partie PSD, CDS-PP i PPM. W latach 2008–2010 był członkiem Państwowej Komisji Politycznej PSD.
W wyborach samorządowych w 2013 roku został wybrany burmistrzem Bragi. Zastąpił na tym stanowisku Mesquita Machado, rządzącego Bragą przez 37 lat. Urząd objął 21 października. W wyborach samorządowych w 2017 roku uzyskał reelekcję na urząd burmistrza, otrzymując 54,3% głosów.
Od 6 listopada 2018 roku jest członkiem Europejskiego Komitetu Regionów. W ramach Komitetu Regionów zasiada w Komisji Polityki Gospodarczej (ECON) oraz w Komisji Polityki Społecznej, Edukacji, Zatrudnienia, Badań Naukowych i Kultury (SEDEC).
Jest przewodniczącym Wspólnoty Międzygminnej Cávado (port. Comunidade Intermunicipal do Cávado). 5 listopada 2020 roku został wybrany członkiem, na trzyletnią kadencję, komitetu wykonawczego Eurocities.

## Życie prywatne
Jest żonaty, ma trzy córki. Porozumiewa się w językach portugalskim, angielskim, hiszpańskim oraz francuskim.